# Carsia conflua
Carsia conflua là một loài bướm đêm trong họ Geometridae.